# Caccia segreta
Caccia segreta è una miniserie televisiva italiana composta da 2 puntate, prodotta nel 2007 dalla Palomar Endemol e da Rai Fiction.

## Trama
A Kabul, un agente del Sismi Giorgio Digiacomo, riceve la notizia di un imminente attentato a Roma, suo fratello Bramante viene incaricato di farlo ritornare in patria, una volta accertata questa informazione, per la squadra e dei suoi informatori, tra cui Beatrice Rodriguez, inizia una corsa contro il tempo.

## Produzione
Questa fiction, di genere spionaggio, narra le azioni del Sismi, un servizio segreto antiterroristico.
La regia è di Massimo Spano, e gli autori del soggetto e della sceneggiatura sono Laura Toscano e Franco Marotta. Il compositore delle musiche è Andrea Guerra. I produttori della miniserie sono Carlo Degli Esposti e Max Gusberti.
La storia è stata scritta dopo la tragica vicenda di Nicola Calipari, un vero agente del Sismi morto nel 2005 mentre portava in salvo la giornalista Giuliana Sgrena.
Le due puntate della miniserie sono state trasmesse in prima visione TV nel maggio del 2007 in prima serata su Rai 1.